# Styling
Als Styling (abgeleitet von englisch style ‚Stil‘) bezeichnet man  Maßnahmen der ästhetischen Aufwertung.

## Styling von Produkten
Styling im Design ist die rein ästhetische Überarbeitung eines Produkts. Der wesentliche Zweck  ist die Durchformung bzw. die durchgreifende Formgebung eines Produkts in einer konsequenten Formensprache, häufig mit dem Ziel verbunden, dem Produkt einen höheren Verkaufswert zu geben. Der Begriff Styling unterscheidet sich darin von dem allgemeineren Begriff Formgebung, die auch funktionelle Bedeutung haben kann. Der Gegensatz zum Funktionalismus führte zur Kritik der Oberflächlichkeit und fehlenden Notwendigkeit des Stylings.
Ein Beispiel ist das Stromlinien-Design (während des Art déco) der 1930er Jahre im Automobilbau, aber auch im sonstigen Produktdesign dieser Zeit sowie in der Architektur. Die Objekte wurden so gestaltet, dass eine kraftvolle fließende und dynamische Linienführung entsteht. Die Gestaltung war rein ästhetisch motiviert. Im Gegensatz dazu steht das funktionalistisch bestimmte Streben im Automobilbau, Auftrieb und Luftwiderstand, die unter anderem abhängig von der Stirnfläche des Fahrzeugs und einem Formbeiwert (cw) sind, durch eine geeignete Formgebung zu verringern. 

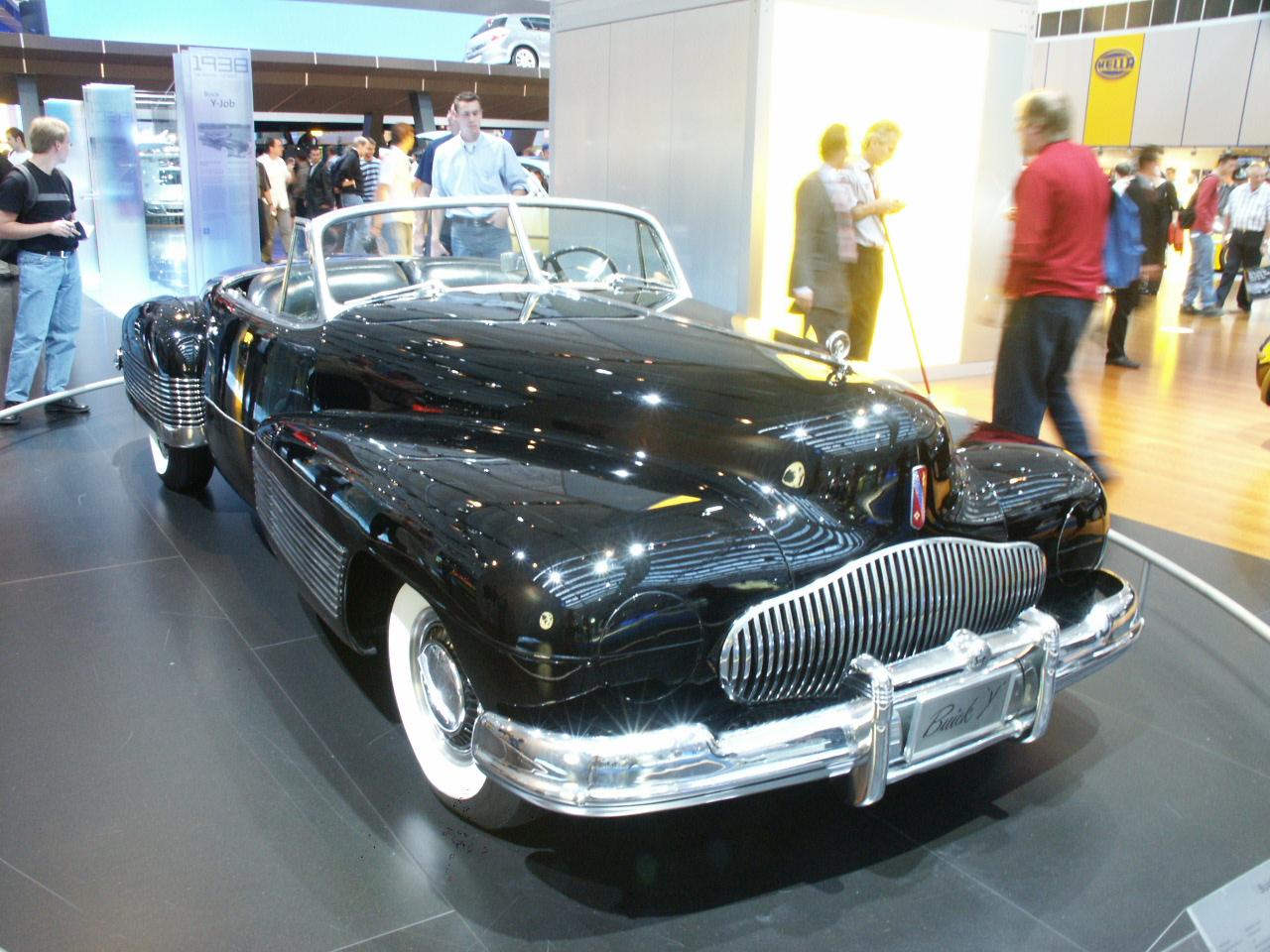
Der Buick Y-Job von Harley Earl gilt als die erste Stilstudie weltweit

Das Styling von Produkten entwickelte sich in den späten 1920er und frühen 1930er Jahren in den Vereinigten Staaten in der Automobilindustrie. Der nach der Weltwirtschaftskrise stockende Verkauf von Fahrzeugen sollte durch äußerliche Veränderungen wieder aktiviert werden, ohne technische Neuerungen einbauen zu müssen. Zu den wichtigsten Designern, die das Styling entwickelten, gehörten Raymond Loewy und Harley Earl. Von den Automobilen breitete sich das Styling auf alle weiteren Produktgruppen aus. Ein besonders starkes Revival erfuhr das Styling im Design der Postmoderne.
Typische Berufsbereiche sind:
- Automobildesigner, Automotive Stylist, spezialisierte Person, die sich mit der Gestaltung von Kraftfahrzeugen beschäftigt.
- Food Stylist, ein Spezialist für das Anrichten, Präparieren und Fotografieren von Lebensmitteln.

## Styling in der Mode
Im Bereich der Mode versteht man unter Styling, das Erscheinungsbild in einen konsistenten ‚Look‘ einzubetten.
Typische Berufsbereiche sind:
- Friseur (Hair Stylist)
- Fashion Stylist, Modedesigner
- Personal Stylist, Farb- und Stilberater